# Daniel Candeias
Daniel João Santos Candeias (né le 25 février 1988 à Fornos de Algodres), est footballeur portugais. Il joue au poste d'ailier à l'UD Oliveirense.

## Biographie
Natif de Fornos de Algodres, dans le district de Guarda, Candeias est formé FC Porto. Il débute en tant que professionnel au Varzim Sport Club, club de Liga Vitalis (2e division portugaise), en étant prêté par le FC Porto. Il fait ses débuts avec le FC Porto lors de la saison de 2008-2009 de Liga ZON Sagres. Il joue son premier match avec Porto face au Sporting CP lors de la SuperTaça Cândido de Oliveira en 2008.
Il fait quelques apparitions avec l'équipe première du FC Porto, il joue notamment 10 minutes contre Arsenal lors de la Ligue des champions 2008-2009. Il est prêté, fin janvier 2009, à Rio Ave qui joue sa survie en 1re division. La saison suivante débouche encore sur un prêt, cette fois en Espagne, en 2e division, au Recreativo de Huelva.
Cependant, avec peu d'apparition avec son équipe, il retourne au Portugal. Fin janvier 2010, il est prêté pour la 4e fois, au Paços de Ferreira. Son premier match avec son équipe se solde par une défaite en Taça de Portugal 2-1 contre Chaves.
En juin 2010, le FC Porto le libère. Il s'engage alors avec le Nacional Madeire qui le prête dans la foulée au Portimonense SC pour toute la saison. Il n'évite pas la relégation de son club. Ensuite il retourne au Nacional Madeire où il joue régulièrement en Liga.
En fin de contrat en juin 2014, il s'engage avec le Benfica.
Le 31 août 2015, il est prêté pour une saison au FC Metz.
Le 22 juillet 2019, Candeias s'engage avec le Gençlerbirliği pour deux saisons.

## Palmarès
- Champion du Portugal en 2009 avec le FC Porto
- Finaliste de la Supercoupe du Portugal en 2008 avec le FC Porto
- Vice-champion du championnat d'Écosse en 2019 avec Rangers